# Debian GNU/kFreeBSD
Debian GNU/kFreeBSD är ett operativsystem som består av GNU userland, GNU C library ovanpå FreeBSDs operativsystemskärna samt Debians vanliga paket.